# Dzień kobiet (film)
Dzień kobiet – polski dramat filmowy z 2012 roku w reżyserii Marii Sadowskiej. Zdjęcia kręcono w Warszawie. Film wszedł na ekrany polskich kin 8 marca 2013 roku. Fabuła była inspirowana historią kierowniczki sklepu Biedronka.
Oficjalną piosenką promującą film jest „Dzień kobiet” w wykonaniu Marii Sadowskiej.

## Fabuła
Życie Haliny Radwan (Katarzyna Kwiatkowska), pracownicy sieci handlowej "Motylek" samotnie wychowującej córkę, zmienia się wraz z awansem na kierowniczkę sklepu. Wyższe stanowisko oznacza przywileje i większe wynagrodzenie, ale kobieta szybko przekonuje się, że cena, jaką przyjdzie jej zapłacić, jest bardzo wysoka. Kiedy korporacja przekracza wszystkie granice, Halina rzuca jej wyzwanie, narażając się na brutalne konsekwencje. Właściciele firmy nie cofną się przed niczym, aby ukryć swoje brzydkie sekrety.

## Twórcy
- Reżyseria: Maria Sadowska
- Scenariusz: Katarzyna Terechowicz, Maria Sadowska
- Producent: Jacek Bromski, Dariusz Gajewski, Ewa Jastrzębska
- Produkcja: Studio Munka, Stowarzyszenie Filmowców Polskich
- Współfinansowanie: Polski Instytut Sztuki Filmowej
- Zdjęcia: Radosław Ładczuk
- Montaż: Jarosław Kamiński
- Muzyka: Maria Sadowska
- Scenografia: Joanna Kaczyńska
- Kierownictwo produkcji: Kuba Kosma

## Obsada

### Role główne
- Katarzyna Kwiatkowska – Halina Radwan
- Eryk Lubos – Eryk Gołębiewski

### Role drugoplanowe
- Grażyna Barszczewska – Regina Radwan
- Julia Czuraj – Misia
- Dorota Kolak – Maryla
- Anita Jancia – Jadzia
- Ewa Konstancja Bułhak – Ania
- Elżbieta Romanowska – Monika
- Klara Bielawka – Andżelika
- Bartłomiej Firlet – szkoleniowiec
- Agata Kulesza – psycholog
- Zina Kerste – dziennikarka
- Leonard Pietraszak – mecenas Gawlik
- Karolina Dafne Porcari – asystentka Włocha
- Maria Seweryn – nauczycielka Misi
- Dorota Wierzbicka – Beata Karwowska

### W pozostałych rolach
Violetta Arlak, Ireneusz Czop, Danuta Borsuk, Bogdan Koca, Agnieszka Mandat, Henryk Niebudek, Bartłomiej Nowosielski, Mirosława Nyckowska, Elżbieta Okupska, Maria Sadowska, Anita Poddębniak, Grzegorz Warchoł, Robert Wrzosek, Maciej Buczek, Barbara Bablińska, Waldemar Czyszczak, Dariusz Bronowicki, Michał Czyż, Mateusz Krajewski,  Joanna Krochmalska, Lech Lewandowski, Jan Lajewski, Maciej Mikołajczyk, Marek Pianecki, Dorota Piasecka, Zofia Parczyńska, Andrzej Oksza-Lapicki, Maria Prokopowicz, Agata Pruchniewska, Kristoffer Karisson Rus, Konrad Rydlewski, Tomasz Samul, Marek Sawicki, Jakub Sokołowski, Paweł Sosnowski, Ryszard Szadaj, Krzysztof Szekalski, Piotr Twardowski, Jakub Wieczorek, Karol Więckowski, i inni

## Nagrody
- 2012 – Cottbus, Festiwal Młodego Kina Wschodnioeuropejskiego Nagroda Główna (za przedstawienie silnej kobiety w niesprawiedliwym i okrutnym świecie),
- 2012 – Nagroda "Perspektywa" im. Janusza "Kuby" Morgensterna dla Marii Sadowskiej (za najbardziej obiecujący debiut dla reżysera, którego twórczość posaida wielki potencjał i perspektywę rozwoju na przyszłość),
- 2012 – Koszalin, Koszaliński Festiwal Debiutów Filmowych Młodzi i Film Jantar za scenariusz dla Marii Sadowskiej i Katarzyny Terechowicz (za wrażliwe i poruszające opisanie wstydliwych fragmentów polskiej rzeczywistości),
- 2012 – Toronto, Toronto Polish Film Festival (nagroda za scenariusz dla Marii Sadowskiej i Katarzyny Terechowicz),
- 2012 – Paryż, Festiwal "KinoPolska" (Nagroda Publiczności),
- 2013 – Września, Ogólnopolski Festiwal Sztuki Filmowej "Prowincjonalia" (Nagroda "Jańcio Wodnik" dla Katarzyny Kwiatkowskiej za najlepszą rolę kobiecą).